# 雷丁 (堪薩斯州)
雷丁（英語：Reading）是一個位於美國堪薩斯州萊昂縣的城市。

## 地方資料
根據2020年美國人口普查的數據，雷丁的面積為0.55平方千米，當中陸地面積為0.55平方千米，而水域面積為0.00平方千米。當地共有人口181人，而人口密度為每平方千米329.09人。